# Nepáli írások

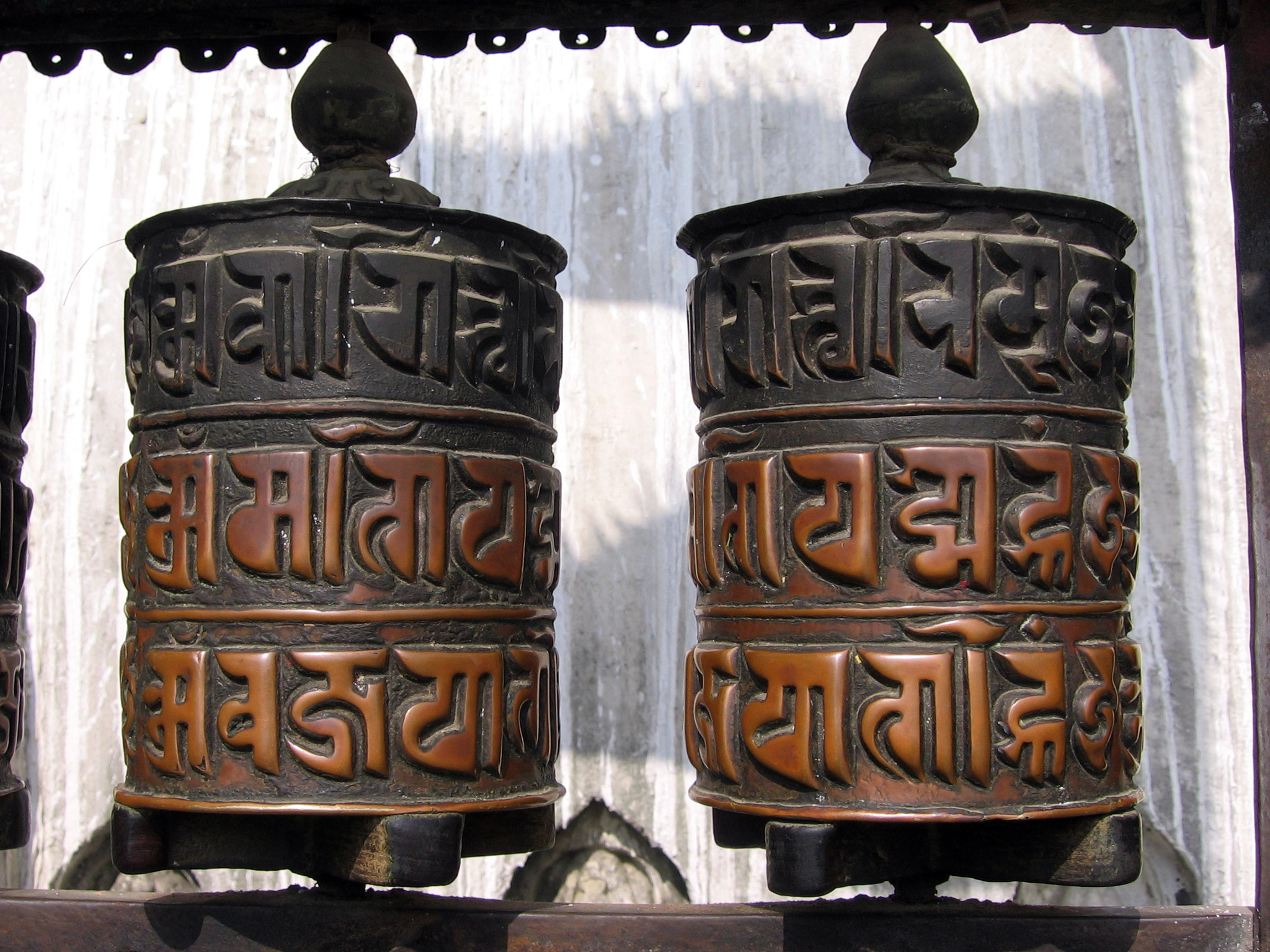
Nepáli imakerekek randzsana írással

Az „A” betű írásképe a Nepálban használatos írásokkal

A nepáli írás (nepáli bhása nyelven  नेपाल लिपि, nepál lipi) egy íráscsoportot jelöl, a bráhmi eredetű írásrendszerek egyik képviselője, a nepáli bhása, szanszkrit, maithili és a bradzs bhása nyelvek lejegyzésére szolgál. Kialakulása a 10. századra tehető. Az írást kő és rézlemez feliratokon, fémpénzeken (nepáli mohar), pálmalevélre írt dokumentumokon találhatjuk meg, leggyakrabban hindu és buddhista kéziratok lejegyzésére használták.
Nepál nyelveinek lejegyzésére máig különböző írásformák használatosak, elsősorban a dévanágari írás a legelterjedtebb, aminek átírására a újind nevek átírása a mérvadó.
A dévanágari írásrendszerből levezethető randzsana, bhudzsimol és pracsalit írástípusok történelmi szerepüknél fogva is igen jelentősek,  ezeknek azonban 2012-ben még nem volt sztenderdizált unicode alakjuk. A randzsana a leginkább díszes a betűfajták közül, ezt használják  a leggyakrabban a buddhista szövegek lejegyzésére és ezzel írják a mantrákat (például a népszerű buddhista mantrát, az Om mani padme humot) az imakerekek, szentélyek, templomok és kolostorok oldalára. A Katmandu-völgy és a nepáli himalájai régió mellett  a randzsana írást szent célokra használják Tibetben, Kínában, Japánban, Koreában, Mongóliában, Bhutánban, Szikkimben és Ladakban. A lhászai Dzsokhang-templomban (Tibet) dombornyomott randzsana mantrák találhatók harangokon, imakerekeken.
1906-ban a Rana-rezsim ideológiájának részeként betiltotta a nepáli bhása és nepáli szamba nyelvek használatát, ezzel együtt a hagyományos írástípusok  is hanyatlásnak indultak. A mozgatható, nyomtatható betűformák a dévanágari írásnak kedveztek, ezzel együtt vallási, szertartási szövegek lejegyzésére az 1950-es évekig használták a hagyományos nepáli írástípusokat. A Rana-rezsim bukása után, 1951-ben, a demokratikus államrend kialakulásával egy időben a nepáli bhása nyelvet érintő korlátozásokat is megszüntették.  Ábécés könyveket tettek közzé mintegy 15 nepáli írással, 1952-ben Indiában megszülettek a fémből készült mozgatható nyomdai formák, amellyel főcímeket nyomtattak a Thaunkanhe monthly újság számára.
1989-ben, számítógép segítségével nyomtatták ki az első könyvet nepáli randzsana írással. Ma, felhasználása kezd általánossá válni feliratok, meghívók és üdvözlőlapok, levélpapír, könyv- és CD-borítók, termékcímkék és újságcímek formájában. Számos magánszervezet vesz részt népszerűsítésében és segíti elterjedését.
A legfontosabb Nepálban használt írások:
- Dévanágari írás
- Randzsana írás
- Bhudzsimol írás
- Prancsalit írás
- Kunmol írás
- Kvenmol írás
- Golmol írás
- Pacsumol írás
- Hinmol írás
- Litumol írás

## Randzsana írás
A  randzsana írás  bráhmi típusú, tehát abugida szótagírást használó írásrendszer,  amelynél a szótag törzse egy mássalhangzó, amihez alapértelmezettként egy magánhangzó társul (inherensmagánhangzó), a randzsana írásnál ez az /a/. Az írásjelek kiolvasása ennek megfelelően például  a  = „ka” vagy   =„dha”.
Amennyiben a magánhangzó eltér az inherens alapértelmezettől, azt külön diakritikus jelek jelölik: például a randzsana =/va/   kapcsolása a mássalhangzóhoz: kiejtése /vi/.
Ha a mássalhangzót nem követi magánhangzó, akkor ezt egy speciális diakritikus jel ( ् ), az úgynevezett viráma (szanszkrit elnevezés) vagy halant (hindi elnevezés) jelöli.
A táblázatokban az  első karakter a randzsana írást, a második az ISO 15919 átírást, a harmadik a megfelelő dévanágari írást, a negyedik a  magyaros ejtésközelítő írást jelöli.

### Magánhangzók

Randzsana magánhangzók diakritikus jelei

A magánhangzóknak, független helyzetben vagy szó elején, önálló alakjuk van, mellékjelekként pedig a jobb oldali képen látható formában használják őket.  A független alakok:
| a अ a | i इ i | uउ u  | ṛ ऋ ri | ḷ ऌ li | e ए e   | o ओ o   |
| ā आ á | ī ई í | ū ऊ ú | ṝ ॠ rí | ḹ ॡ lí | ai ऐ ai | au औ au |

### Anuszvára, viszárga
Az anuszvára (ं) a nazális hangzók jelölése: क /ka/ hangzóból a ं jellel /कं/ kam vagy kan lesz,  a viszarga (ः) a szóvégi, általában néma h hangot jelöli (pl अः ejtése ah). 
| aṃ अं am | aḥ अः ah |

### Mássalhangzók
| k क k  | kh ख kh  | gग g   | gh घ gh   | ṅ ङ n  |
| c च c  | ch छ cs  | jज dzs | jh झ dzsh | ñ ञ ny |
| ṭ ट tt | ṭh ठ tth | ḍ ड d  | ḍh ढ dh   | ṇ ण nn |
| t त t  | th थ th  | dद d   | dh ध dh   | n न n  |
| p प p  | ph फ ph  | bब b   | bh भ bh   | m म m  |
| y य j  | r र r    | lल l   | v व v     |        |
| ś श s  | ṣ ष s    | sस sz  | h ह h     |        |

### Néhány betűkapcsolat (ligatúra)
| kṣ क्ष kr | tr त्र tr | jñ ज्ञ dny |

### Számok
| 0 ० | 1 १ | 2 २ | 3 ३ | 4 ४ | 5 ५ | 6 ६ | 7 ७ | 8 ८ | 9 ९ |